# 田中町
田中町（たなかまち）は、長野県小県郡にあった町。現在の東御市中心部、しなの鉄道田中駅周辺にあたる。
本項では町制前の名称である県村（あがたむら）についても述べる。

## 地理
- 河川：千曲川

## 歴史
- 1876年（明治9年） - 加沢村、常田村、長坂村、夏目田村、田中村、本海野村及び海善寺村が合併して、県村が発足する。
- 1883年（明治16年）
  - 1月26日 - 県村の区域の一部が分立して、加沢村及び海善寺村が発足する（海善寺村の区域は後に和村の区域の一部になる。）。
  - 7月23日 - 県村の区域の一部が分立して、本海野村、田中村及び常田村が発足する。
- 1889年（明治22年）4月1日 - 町村制の施行により、田中村、常田村、加沢村、県村及び本海野村の区域をもって、県村が発足する。
- 1953年（昭和28年）10月1日 - 県村が町制施行及び名称を変更して、田中町となる。
- 1956年（昭和31年）9月30日 - 田中町、祢津村及び和村が合併して、東部町が発足する。

## 交通

### 鉄道路線
- 日本国有鉄道
  - 信越本線（現・しなの鉄道線）
    - 田中駅

### 道路
- 国道18号